# 금쪽같은 내새끼
《금쪽같은 내새끼》는 2004년 6월 7일부터 2005년 2월 11일까지 방영된 KBS 1TV 일일 연속극으로, 세대간의 갈등을 어떻게 극복하는지를 보여주는 정통 홈 드라마다.

## 기획 의도
이 작품은 가정 속에서 우리가 잃어버린 것들, 다시 찾아야 하는 것들, 결코 놓쳐서는 안될 것들을 다양한 각도에서 조명하고자 한다. 중년 부부의 사랑, 부모와 자식이란 존재의 함수 관계, 노인 문제, 여성 문제들을 다각적 관점에서 다룰 것이며, 특히 이 시대의 당면과제 - 개인의 특성이나 창의력은 무시된 채, 오로지 학벌주의로 일관된 교육과 취업 문제들을 사회를 향해 창을 활짝 열고 내다보는 느낌으로 그릴 것이다.

## 등장 인물

### 주요 인물
- 홍수현 : 고희수 역 - 수영 강사
- 남궁민 : 안진국 역 - 희수의 남편
- 심지호 : 김재민 역 - 지혜의 남편
- 김빈우 : 송지혜 역 - 재민의 아내

### 희수네
- 김세윤: 고정식 역 - 희수의 아버지
- 김창숙: 강정애 역 - 희수의 어머니
- 박형준: 고은수 역 - 희수의 오빠
- 김정난: 최영란 역 - 은수의 전처
- 김종호: 고지웅 역 - 은수와 영란의 아들

### 진국네
- 백일섭: 안덕배 역 - 진국의 아버지, 사채업자
- 양금석: 조영실 역 - 덕배의 후처, 진국의 계모
- 양주호: 안진수 역 - 진국의 이복 남동생, 선천적 장애
- 송기윤: 조영구 역 - 영실의 오빠

### 재민네
- 민욱: 김대석 역 - 재민의 아버지
- 이효춘: 이선자 역 - 재민의 어머니

### 지혜네
- 강부자: 이점순 역 - 민섭의 어머니
- 이덕화: 송민섭 역 - 화가, 지혜의 아버지
- 유지인: 강성애 역 - 유명 강사, 지혜의 어머니

### 그 외 인물
- 강성미: 정희 역 - 은수의 새 연인
- 이연희: 오연지 역 - 미대생, 진수의 친구
- 김영임: 유경아 역 - 민이 생모
- 김하은
- 고규필
- 나경민
- 지현우
- 신동욱
- 최지해
- 김지헌
- 김수연
- 백소미

## 참고 사항
- 원래 최정윤이 송지혜 역으로 낙점되었으나, 영화 <분신사바> 홍보 등으로[1] 고사했다.
- 극의 갈등구조가 모두 해결된 후에도 방영을 연장하는 바람에, 내용을 최대한 늘리기 위해 '착한 며느리' 고희수(홍수현 분)가 갑자기 트러블 메이커로 변경되고, 그녀의 오빠 고은수(박형준 분)은 동생 시어머니의 악행을 소설로 쓰겠다고 하는 등 주요 캐릭터의 성격이 돌변하고, 부모와 자녀가 원수지간처럼 바뀌는 바람에 비난을 샀다.[2]